# Colí de Virgínia
El colí de Virgínia (Colinus virginianus) o bobwhite en anglès, és un ocell de la família dels odontofòrids (Odontophoridae) que habita zones arbustives, praderies i terres de conreu del Canadà, els Estats Units, Mèxic i el Carib principalment.
Inicialment es van col·locar amb les guatlles del Vell Món a la família de faisans (Phasianidae), però actualment se sap que no estan estretament relacionades. El nom en anglès "bobwhite" deriva de la seva característica piulada. Malgrat la seva naturalesa reservada, el Colí de Virgínia és una de les guatlles més conegudes de l'est d'Amèrica del Nord, ja que sovint és l'única guatlla del seu rang. La degradació de l'hàbitat ha contribuït probablement a que la població d'aquest ocell a l'est d'Amèrica del Nord disminuís aproximadament un 85% entre 1966 i 2014. Aparentment, aquesta caiguda de la població és àmplia i serà continuada.
Hi ha 21 subespècies d'aquesta au, moltes de les quals són capturades per ser utilitzades com a ocells de caça. Una subespècie, el bobwhite emmascarat (Colinus virginianus ridgwayi), apareix en perill d'extinció amb poblacions salvatges situades a l'estat nord-mexicà de Sonora i una població reintroduïda al refugi nacional de fauna salvatge de Buenos Aires al sud d'Arizona.

## Taxonomia i sistemàtica
L'espècimen holotípic de "Ortyx pectoralis" Gould. està conservat a les col·leccions del Museu Nacional de Liverpool al Museu del Món, amb el nombre d'accés D3713. L'espècimen va morir a l'aviari de Knowsley Hall, Lancashire i va arribar a la col·lecció nacional de Liverpool a través de la 13a col·lecció "Earl of Derby" que va ser llegada a la gent de Liverpool el 1851.

Làmina 76 de Birds of America per John James Audubon representant la Perdiu de Virgínia.

Hi ha vint-i-una subespècies reconegudes en 3 grups. 1 subespècie s'ha extingit.
- Grup de l'est
  - C.v.aridus (Lawrence, 1853) - Jaumave bobwhite - del centre-oest de Tamaulipas al sud-est de l'Estat de San Luis Potosí 
  - C. v. cubanensis (GR Gray, 1846) - bobwhite cubà - Cuba i la illa de Pines
  - C. v. floridanus (Coues, 1872) - bobwhite de Florida - Florida peninsular
  - C. v. insulanus (Howe, 1904) - Key West bobwhite - Keys de Florida †
  - C. v. maculatus (Nelson, 1899) - bobwhite de panxa tacada - de centre de Tamaulipas al nord de Veracruz i al sud-est de l'Estat de San Luis Potosí 
  - C. v. marilandicus (Linnaeus, 1758) - bobwhite de Pennsilvània – costa de Nova Anglaterra a  ]] i al centre de Virgínia
  - C. v. mexicanus (Linnaeus, 1766) - de la Costa Est dels Estats Units fins a les Grans Planes.
  - C. v. taylori (Lincoln, 1915) - bobwhite de les planes - Dakota del Sud al nord de Texas, l'oest del Missouri i al nord-oest d'Arkansas.
  - C. v. texanus (Lawrence, 1853) - bobwhite de Texas - sud-oest de Texas al nord de Mèxic
  - C. v. virginianus (Linnaeus, 1758) - bobwhite de Virgínia - costa Atlàntica de Virgínia al nord de Florida i sud-est de Alabama
- Grup de Grayson
  - C. v. graysoni (Lawrence, 1867) - bobwhite de Grayson - oest central de Mèxic
  - C. v. nigripectus (Nelson, 2015) - puebla bobwhite - est de Mèxic
- Grup dels pits negres
  - C. v. godmani (Nelson, 1897) - bobwhite de Godman - vessants est i muntanyes del centre de Veracruz
  - C. v. minor (Nelson, 1901) - bobwhite petit - nord-est de Chiapas i Tabasco
  - C. v. pectoralis (Gould, 1843) - bobwhite de pits negres - vessants est i muntanyes del centre de Veracruz
  - C. v. thayeri (Bangs i Peters, 1928) - bobwhite de Thyer - nord-est de Oaxaca
- Group emmascarat
  - C. v. atriceps (Ogilvie-Grant, 1893) - bobwhite de cap negre - interior de l'oest d'Oaxaca
  - C. v. coyolcos (Statius Müller, 1776) - bobwhite Coyolocos - costa pacífica d'Oaxaca i Chiapas
  - C. v. harrisoni (Orr i Webster, 1968) - sud-oest d'Oaxaca
  - C. v. insignis (Nelson, 1897) - bobwhite de Guatemala - Guatemala i sud de Chiapas
  - C. v. ridgwayi (Brewster, 1885) - bobwhite emmascarat - centre nord de Sonora
  - C. v. salvini (Nelson, 1897) - bobwhite de Salvin - coastal and southern Chiapas

## Descripció
Aquesta és una guatlla de mida moderada i és l'única galliforme petita originària de l'est d'Amèrica del Nord. El Colí de Virginia pot fer des de 24 a 28 cm de longitud i tenir una envergadura de 33 a 38 cm. Tal com indica la massa corporal, els pesos augmenten a mesura que els ocells que es troben més al nord, com correspon a la regla de Bergmann. A Mèxic, els bobwhite del nord pesen de 129 a 159 g, mentre que al nord medeixen entre 170 i 173 g, i els mascles grans poden assolir fins a 255 g. Entre les mesures estàndard, la corda màxima d'ala és de 97 a 117 cm, la cua és de 5 a 68 cm, el bec és de 1,3 a 1,6 cm i el tars és de 2,7 a 3,3 cm. Té la típica forma robusta i arrodonida d'una guatlla. El bec és curt, curvat, i de color marró-negre. Aquesta espècie és sexualment dimòrfica. Els mascles tenen la gola blanca i la franja del frontó vorejada de negre. El plomatge general rufós presenta una protecció grisa a les ales, ratlles blanques i blanques als flancs i vieires negres a les parts inferiors blanquinoses. La cua és gris. Les femelles són semblants, però són més apagades en general i tenen la gola i el front beige, sense la vora negra. Els dos sexes tenen potes i cames pàl·lides.
Els colins gorjablancs d'Amèrica Central té un aspecte molt similar, però no té coloració facial negra. La guatlla coromandèlica és de mida més petita i té el pit negre.

## Distribució i hàbitat
El Colí de Virgínia es troba tot l'any en camps agrícoles, praderies, zones boscoses obertes, calçades i vores de fusta. La seva extensió abasta el quadrant sud-est dels Estats Units des dels Grans Llacs i el sud de Minnesota est fins a Pennsilvània i el sud de Massachusetts, i s'estén cap a l'oest fins al sud de Nebraska, Kansas, Oklahoma, les vessants de Colorado, i tota Texas menys l'oest. Està absent a l'extrem sud de Florida i a les elevacions més altes dels Apalatxes, però es pot veure a l'est de Mèxic i a Cuba. S'han introduït poblacions aïllades a Oregon i Washington. El Colí de Virgínia també s'ha introduït a Nova Zelanda.

## Vocalitzacions
El Colí de Virgínia té una piulada molt característica, que sona com "bob-WHITE" o "bob-bob-WHITE". De fet, d'aquí prové el seu nom en anglès, bobwhite. Les síl·labes són lentes i àmpliament espaiades, augmentant el to en una octava completa des del principi fins a la fi. Altres piulades menys característiques inclouen piulades petites i piulades d'avís més ràpides.

## Comportament i ecologia

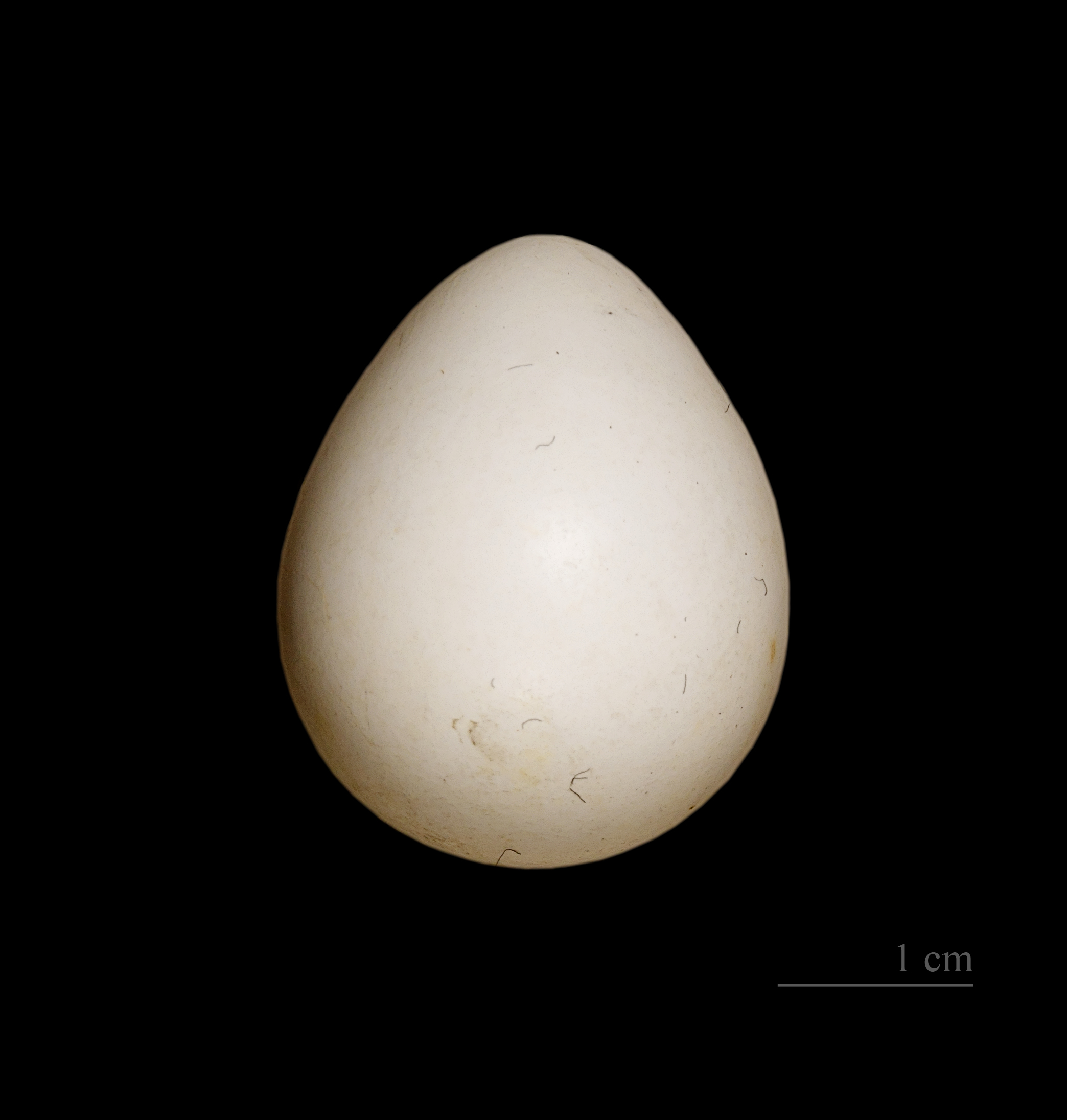
Ou de Colí de Virgínia

Com la majoria de les aus de caça, el Colí de Virgínia és tímid i esquiu. Quan està amenaçat, s'agrupa i es queda quiet, confiant en el camuflatge per passar desapercebut, però es llençarà a un vol baix si es veu pertorbat. Generalment va en solitari o aparellat a principis d'any, però els grups familiars són habituals a finals d'estiu i a l'hivern poden tenir dues dotzenes o més d'ocells en una sola pollada.

### Cria
L'espècie va ser considerada monògama en el passat, però amb l'arribada de la telemetria radiofònica, el comportament sexual dels colins s'ha descrit com a poligàmia ambisexual. Ambdós pares poden incubar ous durant 23 dies i les cries precoces abandonen el niu poc després de l'eclosió. La principal font de fallida del niu és la predació, amb un èxit mitjà del 28% entre els seus intervals. Tot i això, l'èxit del niu de les poblacions estables és típicament molt superior a aquesta mitjana, i l'esmentada estimació inclou valors per a les poblacions en declivi.
El comportament dels pollets varia en la mesura que es pot produir una amalgama de diferents successos, com segrest, adopció, etc. Un progenitor que estigui incubant pot quedar-se amb la cria. Una gallina pot renunciar al niu un màxim de quatre vegades fins que tingui un niu amb èxit. Tanmateix, és extremadament rar que els colins tinguin més de 2 nius amb èxit en una època de nidificació.

### Menjar i alimentació
La dieta dels colins consisteix en material vegetal i petits invertebrats, com ara paparres, cargols, saltamartins, escarabats, aranyes, grills i cigales. Les fonts vegetals inclouen llavors, baies silvestres, pèsols i cereals conreats. Es nodreix a terra en zones obertes amb algunes taques de vegetació més alta.
Els requisits òptims de nutrients dels colins varien segons l'edat de l'ocell i l'època de l'any. Per exemple, els requisits òptims d'energia i proteïnes per a les femelles ponedores d'ous (23% de proteïnes) són molt superiors als mascles (16%).

## Relacions amb humans

### Poblacions introduïdes

#### Unió Europea
Els colins de Virgínia es van introduir a Itàlia el 1927, i es registren a les planes i turons del nord-oest del país. Altres informes de la UE són a França, Espanya i Iugoslàvia. Com que els colins són molt productius i populars, és raonable esperar que s'hagin fet altres introduccions en altres parts de la UE, especialment al Regne Unit i Irlanda, on la cria, l'alliberament i la naturalització són pràctiques relativament habituals.

#### Nova Zelanda
De 1898 a 1902, van importar-se a Amèrica unes 1.300 aus i van ser alliberades a moltes parts de les illes del nord i del sud, des de les terres del Nord fins a les terres del Sud. L'ocell va estar breument a la llicència de tir d'aus de caça de Nelson, però: "Sembla que el comitè estigués una mica massa desitjós de posar aquesta guatlla a la llicència o que els tiradors del dia fossin excessivament gelosos i cobdiciosos en els límits de la bossa per la guatlla virginiana" La Societat Taranaki (Aclimatació) va llançar-ne uns quants el 1900 i estava confiant que en un o dos anys podrien oferir un bon esport; dos anys més tard, es va informar de les criades i es va dir que l'espècie augmentava constantment; però al cap de dos anys sembla que van desaparèixer i això va ser la seva fi. La societat d'Otago (Aclimatació) va importar-ne més el 1948, però aquestes alliberacions no van servir de res. Després de 1923, no es van observar ocells salvatges fins al 1952, quan es va trobar una petita població al nord-oest de Wairoa a la zona de la carretera de Ruapapa. Des de llavors s'han trobat colins en diverses localitats al voltant de Waikaremoana, a les terres de conreu, als arbusts oberts i a la vora de les carreteres.
Des de la dècada de 1990, individus privats han importat més ocells a Nova Zelanda, i es manté una població sana en captivitat per aviculturistes del veïnat. Aquesta s'ha vist que es pot cuidar i criar fàcilment, i és popular per la seva piulada i el seu bon aspecte. Una part més gran de la població nacional en captivitat pertany a unes poques preserves d'aus de caça i criadors d'aus de caça. Tot i que els ocells serien autosuficients en estat salvatge si estiguessin protegits; és complicat endevinar quins serien els efectes d'una subvenció i caça anual sobre qualsevol de les poblacions originals de les alliberacions de la Societat d'Aclimatació. Seria just suggerir que molts ocells salvatges no tenen més d'una generació provinent de poblacions en captivitat.
Una gallina albina va estar present en un ramat a Bayview, la badia de Hawkes durant un parell de temporades al voltant del 2000.

### Captivitat

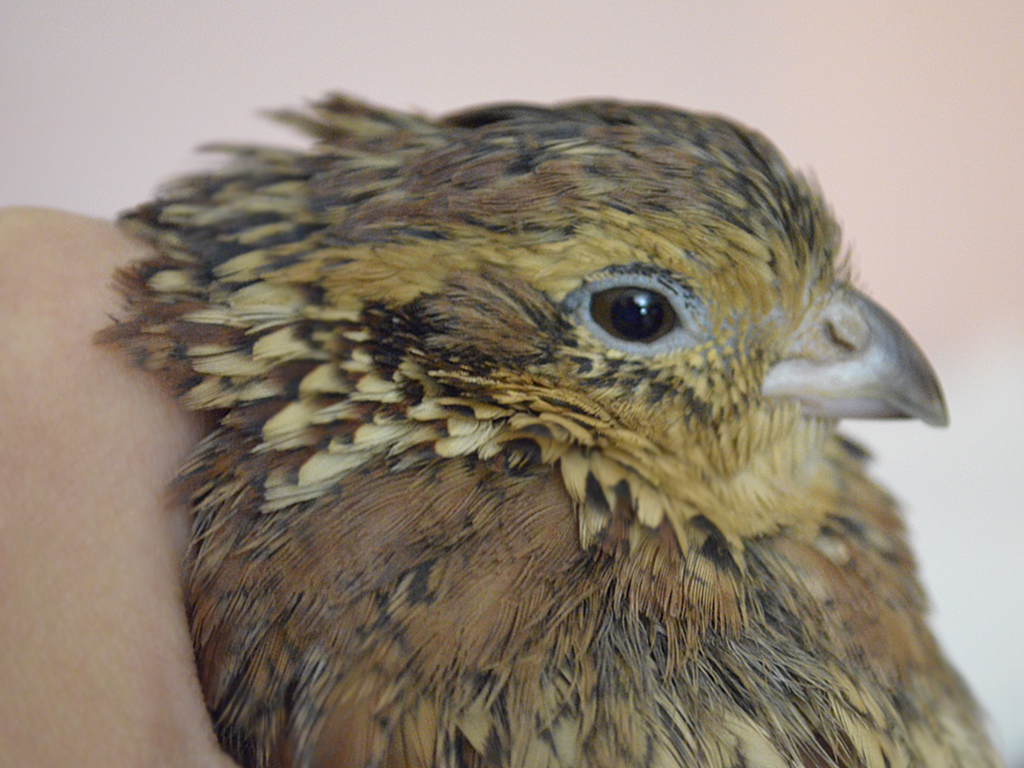
Colí de Virgínia domesticat

#### Habitatge
Els colins de Virgínia són compatibles amb la majoria dels lloros, els softbills i els coloms. Aquesta espècie, però, hauria de ser l'única espècie que habités en terra de l'aviari. La majoria dels individus faran poc mal als fringíl·lids, però cal observar que els nius no s'estan aixafant quan l'espècie s'hi posa de nit. Es prefereixen parelles simples, tret que els ocells hagin estat criats junts en grup des que eren pollets. Es produiran algunes baralles entre galls en època de cria. Un gall pot ser capaç de fecundar diverses gallines alhora, però la fertilitat sembla la més elevada en els ous de la gallina preferida. L'estil aviari és un compromís entre el que és tolerat per l'ocell i el que és millor per a l'ocell. Es poden utilitzar aviaris de tipus lloro obert, però algunes aus romandran voladores i tímides en aquesta situació. En un aviari plantat, aquesta espècie generalment s'establirà per convertir-se en força domesticada i confiant. Els pares amb pollets es posaran a terra, formant una disposició circular, amb els caps orientats cap a l'exterior. A primera hora del matí i a la tarda, el gall pronunciarà la seva crida que, tot i que no és forta, pot ofendre als veïns sensibles al soroll. La majoria de les instal·lacions de cria mantenen els ocells en grups de reproducció, separats per filferros situats a terra. Això manté les aus netes i, generalment, evita malalties i paràsits que poden devastar una pollada. També s'utilitzen gàbies amb terres de malla per a parelles i trios, però normalment hi ha una manipulació per mantenir la cria de les aus a l'hivern.

#### Alimentació
En estat salvatge, els colins s'alimenten d'una varietat de llavors de males herbes, herbes i també d'insectes. Generalment, aquestes es recullen a terra o del fullatge baix. Les aus del aviari es poden cuidar fàcilment amb una barreja de llavors comercials petites (de fringíl·lid, periquito o lloro petit). Els animalons no solen ser necessaris per a la cria, però seran acceptats amb voraçment. Els aliments rics en proteïnes són més convenients de subministrar i seran útils per a l'estimulació de la cria. Es necessita calci addicional, sobretot en gallines ponedores; es pot subministrar en forma de closca o os de sípia.

#### Cria
En un aviari obert hi haurà gallines a tot l'habitacle si no es proporciona un lloc de nidificació i privadesa. Les gallines que fan això poden posar fins a 80 ous en una temporada, que es poden agafar per a la incubació artificial, i els pollets són criats a mà. En cas contrari, les gallines amb cobertura de nidificació, que fan un niu (a terra) acumularan entre 8 i 25 ous amb una posta, on els ous seran posats diàriament.

#### Mutacions i híbrids
Alguns colins híbrids captius registrats es troben entre la guatlla blava (colí escatós), el Colí de Gambel, el Colí de Califòrnia, el Colí muntanyenc i fa temps que se suggereix que hi hagi híbrids de la Guatlla del Japó criats comercialment; tot i que hi ha una clara manca de proves fotogràfiques que ho demostrin. Els híbrids interespecífics són habituals.
Fa temps que s'han establert diverses mutacions, entre les quals hi ha el Jumbo californià, el Jumbo de Wisconsin, el Gegant del Nord, l'Albí, el Cop de Neu, el Rubio, el Beige, el Ratllat, el Platejat i el Vermell.

## Estat
El Colí de Virgínia està classificat com a espècie Gairebé amenaçada per la Unió Internacional per a la Conservació de la Natura. Aquest ocell està amenaçat per culpa de la pèrdua i degradació d'hàbitat. El canvi de patrons d'utilització de les terres i el canvi dels règims d'incendis han causat que l'habitatge, el qual va ser idíl·lic en el passar, esdevingui desfavorable pel Colí de Virgínia.

### Colí emmascarat
La subespècie emmascarada de colí, C. v. Ridgwayi, està classifica com a espècie amenaçada als Estats Units. Originalment endèmic del sud d'Arizona als Estats Units i del nord de Sonora a Mèxic, el colí emmascarat s'ha extingit alguna vegada en estat salvatge, sostingut només per programes de cria en captivitat. S'ha realitzat un intens esforç de reintroducció al refugi nacional de vida salvatge de Buenos Aires, amb èxit mixt. Històricament, una població nativa ha existit a Sonora, però sembla que la seva població està en declivi, o fins i tot extingida. Un estudi del 2017 no va registrar observacions salvatges de l'ocell a Sonora.
El colí emmascarat estava en decadència des del seu descobriment el 1884. Al 1900 la subespècie ja estava extingida als EUA. Les poblacions es van mantenir a Mèxic, però el seu estudi va ser reduït per esdeveniments polítics a Mèxic, inclosa la Revolució Mexicana, i la darrera de les Guerres Yaqui. Una població d'aquesta subespècie va ser finalment descoberta i estudiada a Mèxic el 1931 i el 1932.